# 麦迪逊大中央车站
麦迪逊大中央车站是位于美国纽约州纽约市曼哈頓中城东部的长岛铁路总站。车站作为东城联络线工程的一部分于2008年开工，2023年1月25日投入使用，位于大都会北方铁路大中央总站下方。
麦迪逊大中央车站为减少紐約賓州車站的压力及改善曼哈顿东城的交通而建。车站在开通初期有往来牙买加站的穿梭列车运营。未来将始发往長島鐵路主線及支线的大部分列车。本站可转乘大都会北方铁路大中央总站及纽约地铁大中央-42街車站。

## 历史

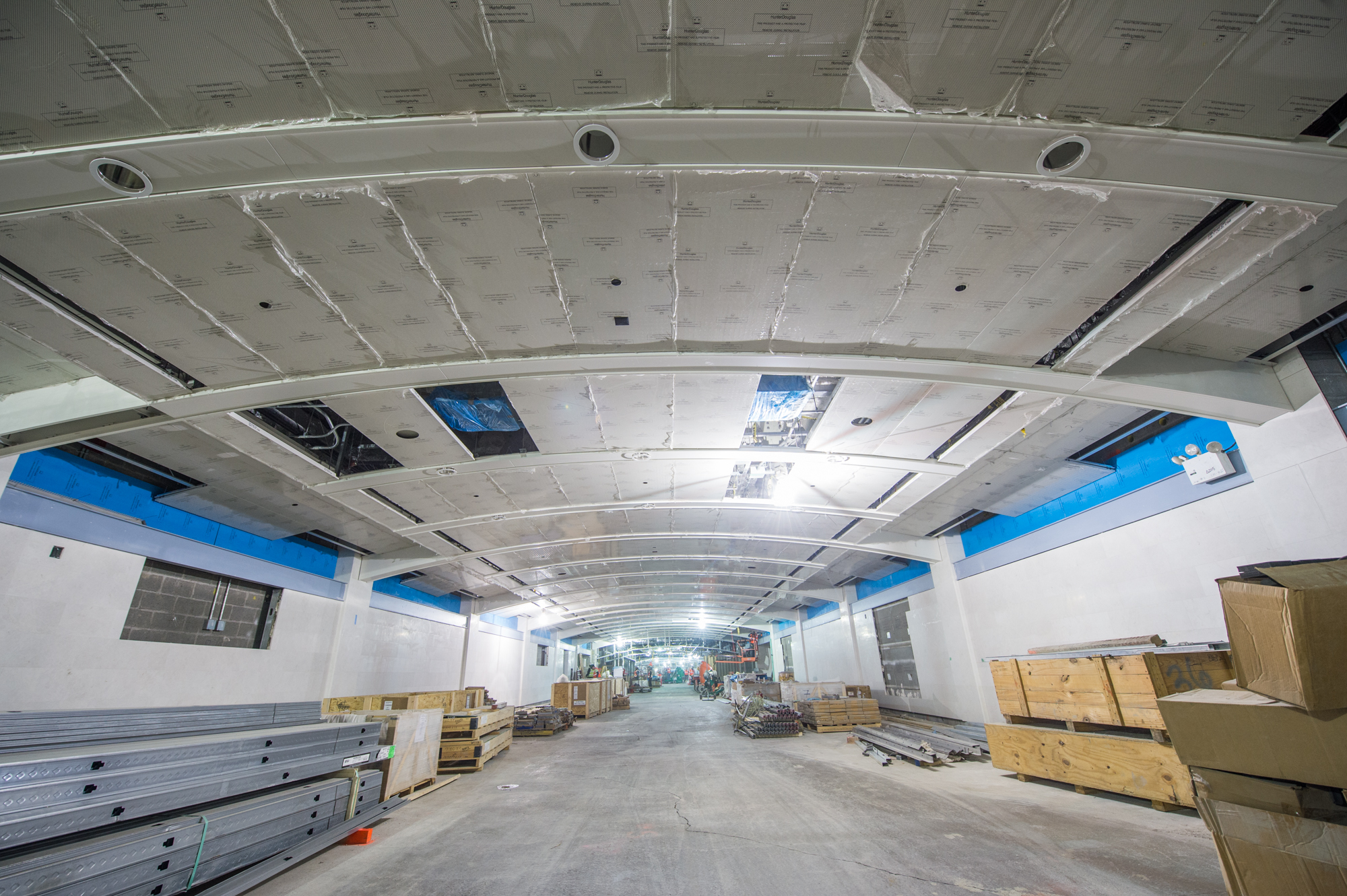
建设中的车站（2019年）

将长岛铁路引入曼哈顿东城的正式计划可追溯至1963年。1968年纽约州提出行动纲领，计划修建63街隧道，以及在第三大道和48街处修建长岛铁路“大都会交通中心”。由于当地居民反对，MTA领导层在转而考虑在1977年于大中央车站附近修建长岛铁路车站。但该计划因1975年纽约财政危机而被无限期搁置。
东城联络线于1990年代重新启动，可行性研究发现当时长岛铁路乘客中超过一半的乘客的工作地点更靠近大中央车站而非宾州车站。工程预计耗资从2004年的44亿美元升至2006年的64亿美元，后又于2017年增加至111亿。
2022年5月，MTA宣布新站因位于麦迪逊大道附近而将被命名为麦迪逊大中央车站，并计划于2022年底前运营。2022年9月，长岛铁路接收车站运营权。然而由于车站的一个排风管工作异常，车站最终于2023年1月25日开通。

## 车站结构

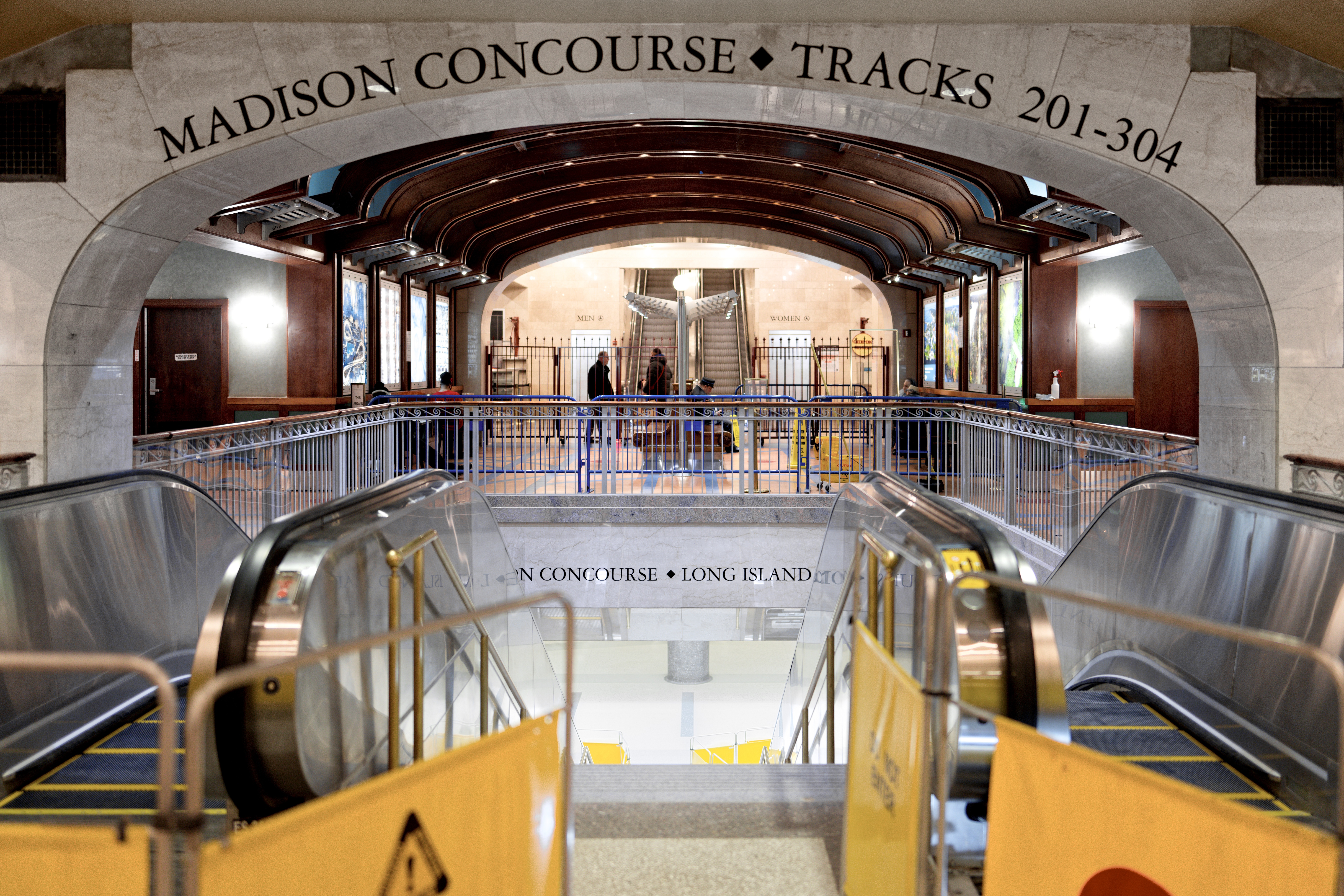
位于大中央总站的车站入口

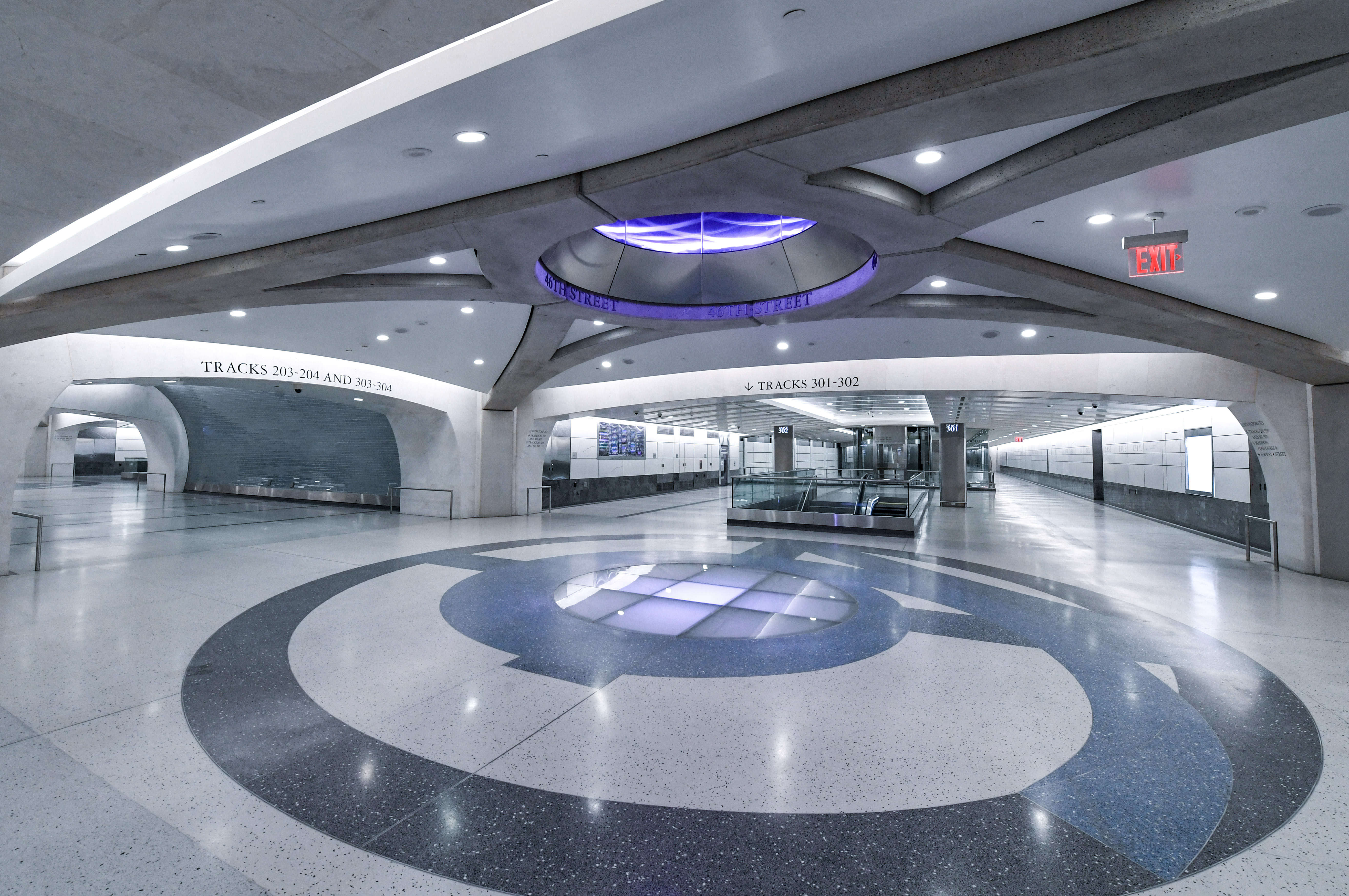
车站夹层

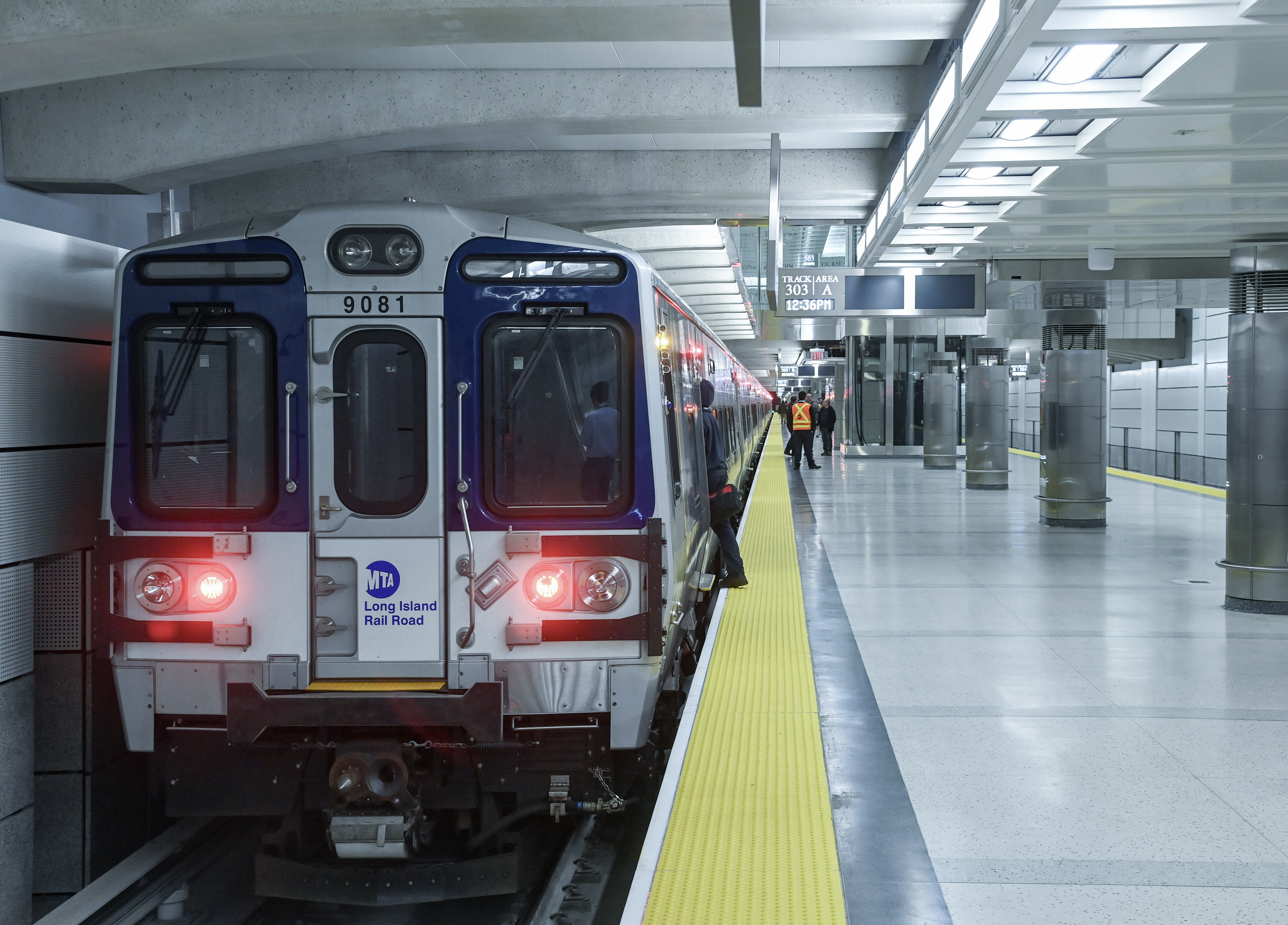
长岛铁路列车停靠

车站面积700,000 sq ft（65,000 m2），包括面积120,000 sq ft（11,000 m2）的客运设施和25,000 sq ft（2,300 m2）的商业设施。车站设有22部直梯和47部扶手电梯，超过长岛铁路位于其他车站的总和。
| C | 麦迪逊站厅 | 出入口、售票处、售票机、候车处、往夹层 |
| U | 201道      | 长岛铁路列车往牙买加站（伍德赛德站） → |
| U | 岛式站台   |                                        |
| U | 202道      | 长岛铁路列车往牙买加站（伍德赛德站） → |
| U | 203道      | 长岛铁路列车往牙买加站（伍德赛德站） → |
| U | 岛式站台   |                                        |
| U | 204道      | 长岛铁路列车往牙买加站（伍德赛德站） → |
| M | 夹层       | 往站台、往站厅、售票机                 |
| L | 301道      | 长岛铁路列车往牙买加站（伍德赛德站） → |
| L | 岛式站台   |                                        |
| L | 302道      | 长岛铁路列车往牙买加站（伍德赛德站） → |
| L | 303道      | 长岛铁路列车往牙买加站（伍德赛德站） → |
| L | 岛式站台   |                                        |
| L | 304道      | 长岛铁路列车往牙买加站（伍德赛德站） → |

### 大堂
麦迪逊大堂（Madison Concourse）位于大都会北方铁路大中央总站原下层月台的西部、上层月台38-42道的下方，沿范德堡大道布置，可从大都会北方大中央总站大堂经楼梯和扶梯到达。站厅中部位于47街下方处设有售票处、候车室、护理室及客服中心，同时还设有卫生间、自动售票机及商业设施遍布大堂各处。
麦迪逊大堂可连接大中央车站的用餐大厅和巴尔的摩大堂。同时在45、46、47、48街设有地面出口 截至2021年，其中45街出口计划每日可承载10000名旅客。

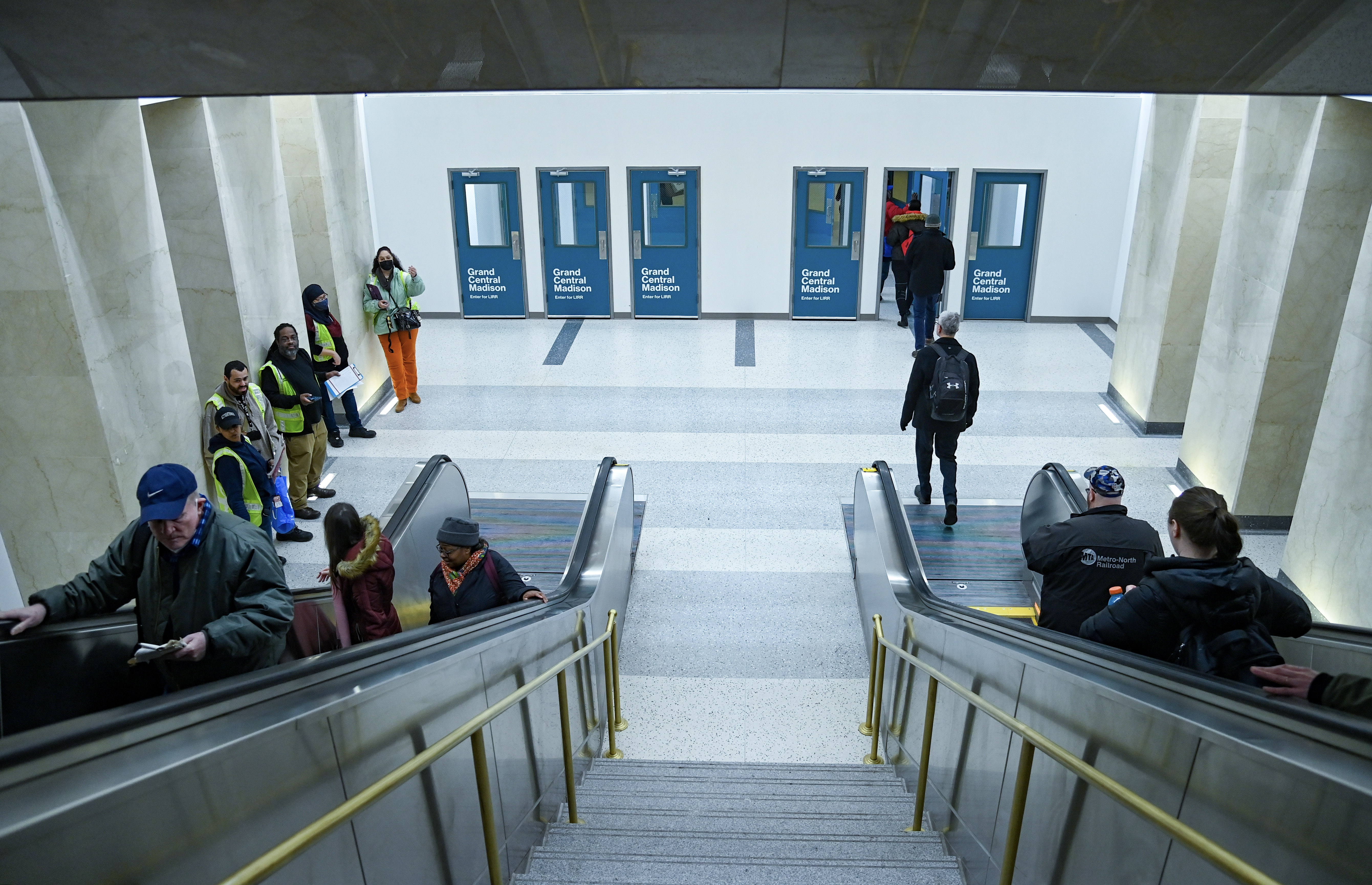
大堂入口
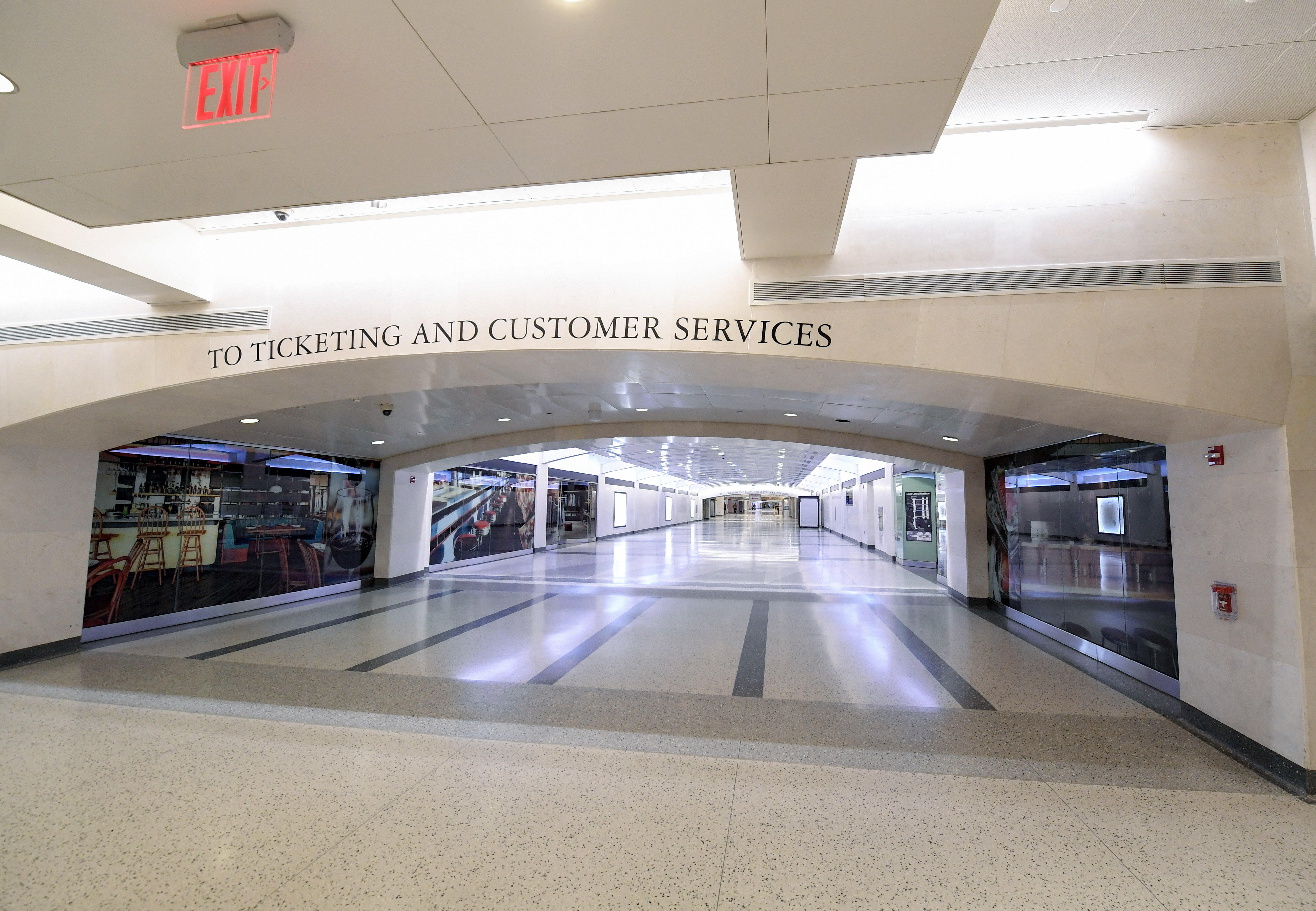
站厅内部
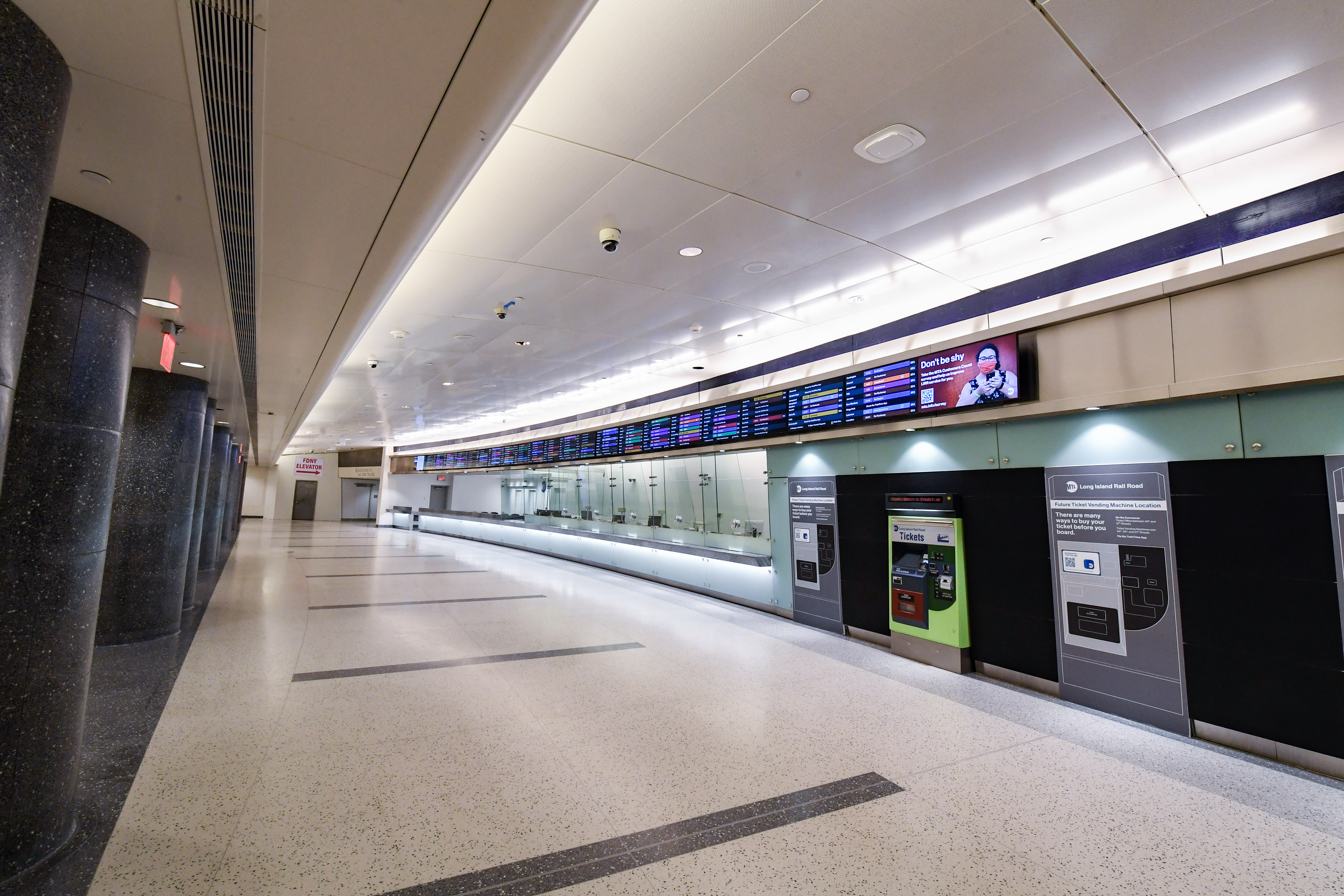
售票处
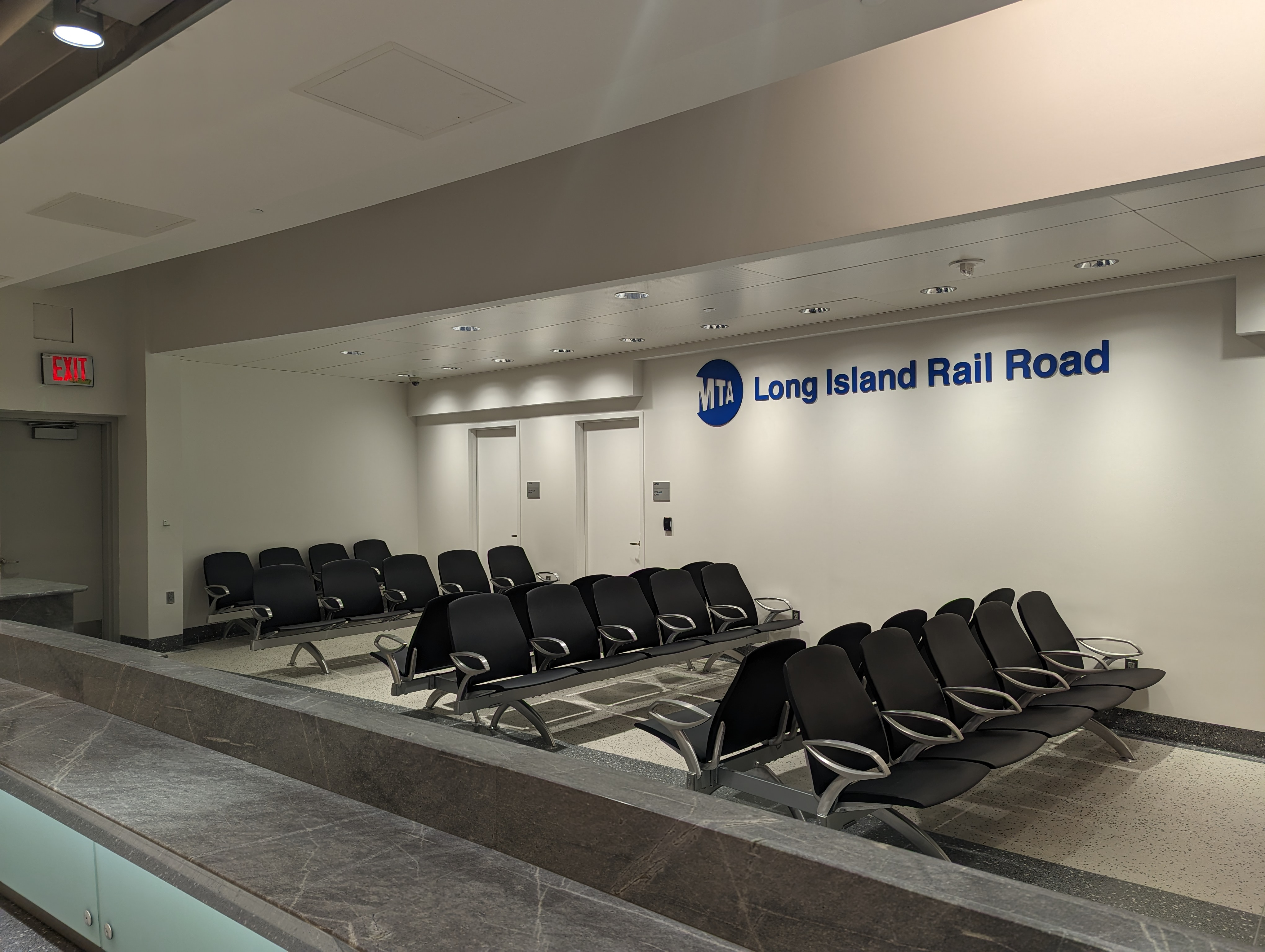
候车室
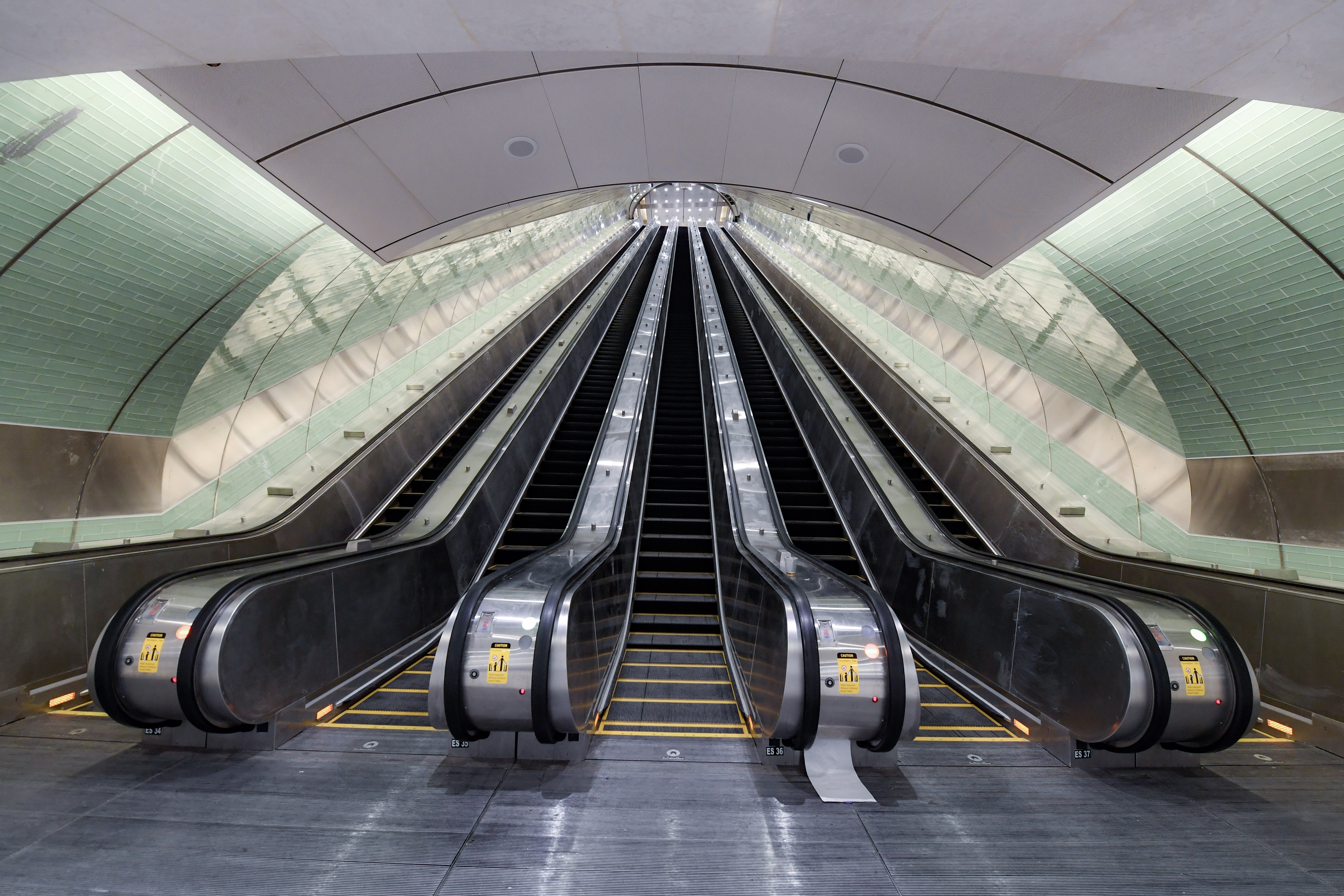
连接大堂和夹层的暗挖电梯隧道

### 夹层

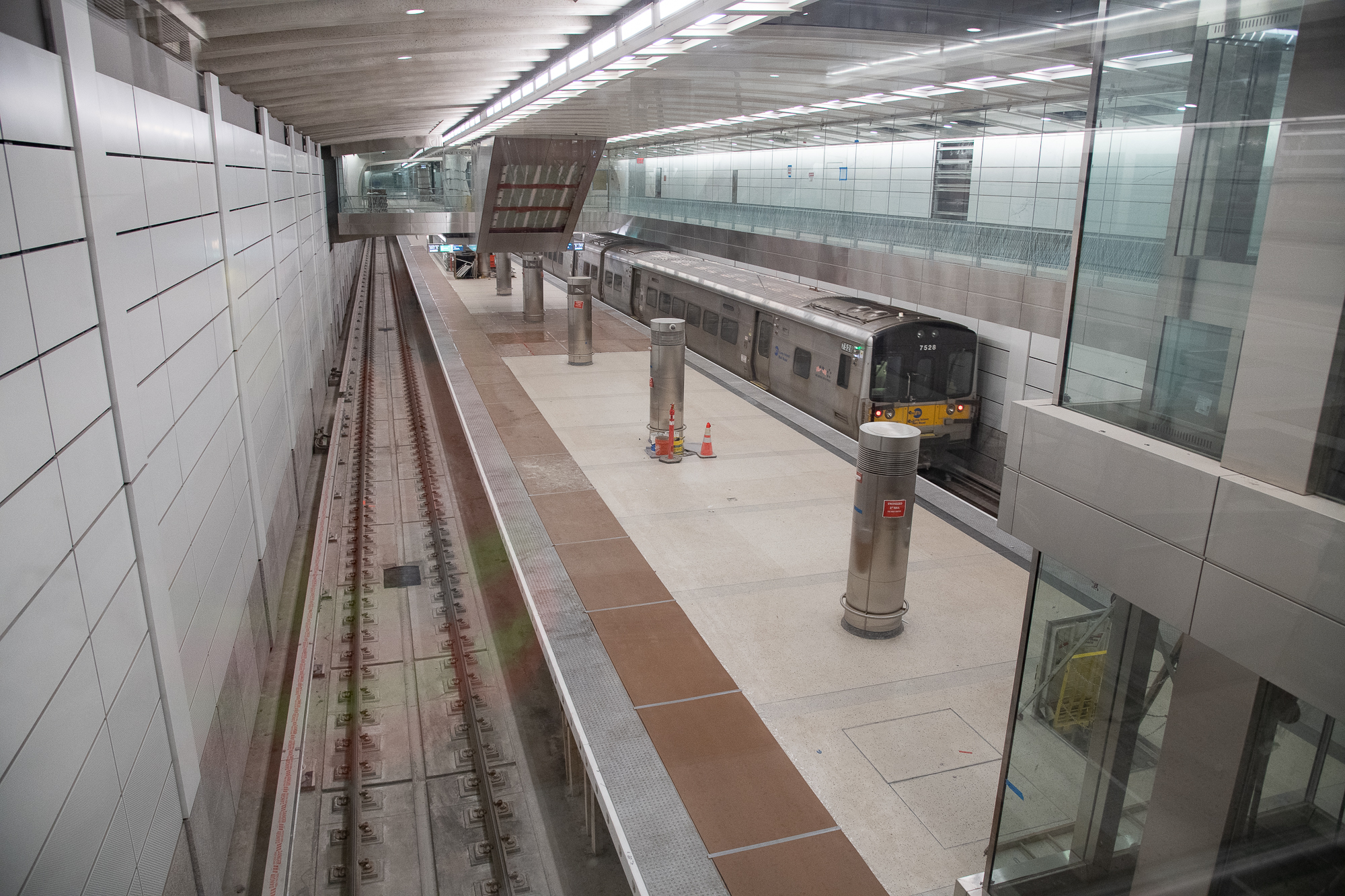
从夹层往向下层站台

车站夹层位于地下140英尺（43米）处、沿公園大道布置，位于上下层月台中间。
和大堂分别通过沿45、46、47、48街地下布置的4条180英尺（55米）长、水平深度90英尺（27米）的暗挖电梯隧道连接。其中最大的电梯隧道设有超过5个自动扶梯。这些自动扶梯由MTA外包给私人第三方运营。

### 站台
车站站台层位于距离地面175英尺（53米）的2座双线双层隧道内，沿公園大道布置。每座双线双层隧道内设有上下两层月台，每层设有2条股道和一座岛式站台。上层4条股道编号201-204道，下层编号301-304道。

## 车站艺术
本站设有若干場域特定藝術作品展览。
基基·史密斯在本站设有5个关于自然风光的马赛克画。其中位于麦迪逊大堂的作品名为《River Light》，长80英尺（24米），通过黑白两色展现了纽约东河的日出。其余四座位于夹层，分别为展现风景和鹿的《The Presence》，表达海景与海鸥的《The Sound》，刻画火鸡的《The Spring》，和描绘海滩场景的《The Water's Way》。
麦迪逊大堂还设有草间弥生创作的作品《直接从我的心传给宇宙的爱的讯息》，长120英尺（37米）。
- The Presence
- The Sound
- The Spring
- The Water's Way